# Joe Morgan
Joe Leonard Morgan (Bonham, 19 settembre 1943 – Danville, 12 ottobre 2020) è stato un giocatore di baseball statunitense che ha giocato nel ruolo di seconda base nella Major League Baseball (MLB). È stato introdotto nella National Baseball Hall of Fame nel 1990 al suo primo anno di eleggibilità.

## Carriera
Morgan iniziò la carriera nella MLB con gli Houston Colt .45s, in seguito rinominati "Astros", nel 1963, venendo convocato per due All-Star Game nel 1966 e nel 1970. Pur giocando ad alti livelli, il club lo ritenne un giocatore dal carattere problematico, finendo per scambiarlo con i Cincinnati Reds il 29 novembre 1971. In seguito tale scambio fu considerato epocale a Cincinnati e una delle peggiori operazioni di mercato della storia degli Astros. L'arrivo di Morgan facilitò un cambio di filosofia per i Reds, privilegiando la velocità più che la potenza e formando una coppia difficilmente arrestabile assieme a Pete Rose con i due che battevano uno dopo l'altro. Per l'epoca, la propensione di Morgan a battere fuoricampo era ancora insolita per una seconda base e ciò venne abbinato alla sua velocità a correre tra le basi e all'abilità in difesa.
Dopo essersi unito alla "Big Red Machine" di Cincinnati, la carriera di Morgan raggiunse nuovi livelli, venendo convocato per 8 All-Star Game consecutivi (1972–79). Assieme a Rose, Johnny Bench, Tony Pérez e Dave Concepción, guidò i Reds a due vittorie consecutive delle World Series. Batté la valida da cui Ken Griffey segnò il punto della vittoria in gara 7 delle World Series 1975,
anno in cui era stato premiato come MVP della National League. L'anno successivo divenne il primo seconda base della storia a vincere due titoli di MVP consecutivi. Morgan primeggiò anche in difesa, vincendo cinque Guanti d'oro consecutivi dal 197 al 1979. Nel 1980 tornò per una stagione agli Astros, dopo di che passò ai San Francisco Giants (1981-82), ai Philadelphia Phillies, con cui raggiunse le World Series 1983, e disputò un'ultima stagione con gli Oakland Athletics nel 1984. Nel 1999, The Sporting News lo inserì al 60º posto nella classifica dei migliori cento giocatori di tutti i tempi

## Palmarès

### Club
- World Series: 2

Cincinnati Reds: 1975, 1976

### Individuale
- MVP della National League: 2

1975, 1976
- MLB All-Star: 10

1966, 1970, 1972-1979
- MVP dell'All-Star Game: 1

1972
- Guanti d'oro: 5

1973-1977
- Silver Slugger Award: 1

1982
- Numero 8 ritirato dai Cincinnati Reds